# Cerkev sv. Primoža in Felicijana, Bad Gastein
Župnijska cerkev sv. Primoža in Felicijana je rimskokatoliška župnijska cerkev v Bad Gasteinu v zvezni državi Salzburg.

## Zgodovina
Kapela predhodnica naj bi bila leta 1122 razširjena v cerkev. Cerkev je bila leta 1639 imenovana kot pastoralno cerkev. Gradbena dela od 1636 do 1639, 1659, 1673, 1699 so bila delno zaradi težav s pobočjem, leta 1706 je bila posvečena. Od leta 1720 do 1736 je bila zgrajena cerkev po načrtih Oswalda Stuelebmerja in zaprta leta 1858. Leta 1866 je bil po načrtih okrožnega inženirja Pieschela postavljen temeljni kamen za novo cerkev. Za gradbena dela je bil odgovoren Jakob Ceconi. Cerkev je bila posvečena leta 1876. Obnove cerkve so bile v letih od 1953 do 1954 in 1974.
Izraz Preimskirche je lokalna nemška oblika za Primoževo cerkev in se tako nanaša na praznik bratov in svetnikov Primoža in Felicijana.

## Opis
Stavba neogotske cerkve je obrnjena proti severu, ima južno pročelje stolpa, stoji na vzhodni strani doline s podpornimi zidovi na strani doline in ima klet. Kamnita zgradba ima eno ladjo in petsrani kor pod dvokapno streho. Zunanjost cerkve je strukturirana z oporniki in vgnezdenim zidcem ter šilastimi okni s krogovičjem. Na južni fasadi stolpa so vogalni oporniki, ki obdajajo stolp in preprost portal s koničastim lokom. Stolp s križno obokano stolpno dvorano ima 4 nadstropja, ima obokana okna s krogovičjem in na vrhu trikotna čela s koničasto čelado. Severovzhodno je dvonadstropna zakristijska stavba. Josef Widmoser je leta 1953 ustvaril dva vitraja.

## Oprema
Visok oltar je leta 1953 postavil kipar Jakob Adlhart. Nosi gotsko Marijo z vencem iz leta 1490, ki  je nekoč bila v romarski cerkvi Maria Bühel in ob straneh baročni konzolni figuri sv. Virgila in Ruperta. Obe reliefni krili je leta 1953 ustvaril Jokob Adlhart s prizori mučeništva sv. Primoža in Felicijana, na levi Primož pri slapu, bičanje, smrt v Koloseju, na desni Felicijan z vrčem vode, jelen odkrije zdravilni izvir, cerkev svetega groba Santo Stefano Rotondo v Rimu. Jakob Adlhart je ustvaril tudi ljudski oltar z reliefom spredaj. Na stranskih oltarjih je Trpeči Kristus iz okoli leta 1710, ki ga pripisujejo Meinradu Guggenbichlerju in konzolna figura sv. Jožefa iz 1. polovice 18. stoletja. Prižnica in orgle so v neogotskem slogu. Pod galerijo je baročna figura sv. Juda Tadej iz leta 1750. V koru deluje je negotska skupina Križanje. V dvorani stolpa je slika, kopija iz leta 1846, z legendo o Badgasteinu.